# Trophée Marcel Robert
Der Trophée Marcel Robert (engl. Marcel Robert Trophy) ist eine Eishockey-Trophäe in der Ligue de hockey junior majeur du Québec (LHJMQ). Sie wird jährlich an denjenigen Spieler der Liga verliehen, der am besten sportlichen Erfolg mit guten schulischen Leistungen verknüpfen konnte. Die Auszeichnung wurde erstmals 1981 vergeben und nach dem ehemaligen Präsidenten der Liga, Marcel Robert, benannt.

## Gewinner
Erläuterungen: Farblich unterlegte Spieler wurde im selben Jahr als CHL Scholastic Player of the Year ausgezeichnet.
| Jahr    | Spieler                 | Team                            |
| ------- | ----------------------- | ------------------------------- |
| 2024/25 | Mathieu Cataford        | Rimouski Océanic                |
| 2023/24 | Alexis Morin            | Saguenéens de Chicoutimi        |
| 2022/23 | Julien Béland           | Océanic de Rimouski             |
| 2021/22 | Charlie Truchon         | Québec Remparts                 |
| 2020/21 | Jacob Gaucher           | Val-d’Or Foreurs                |
| 2019/20 | Rafaël Harvey-Pinard    | Saguenéens de Chicoutimi        |
| 2018/19 | Matthew Welsh           | Charlottetown Islanders         |
| 2017/18 | Alexandre Alain         | Armada de Blainville-Boisbriand |
| 2016/17 | Antoine Samuel          | Baie-Comeau Drakkar             |
| 2015/16 | Alexis D’Aoust          | Shawinigan Cataractes           |
| 2014/15 | Jérémy Grégoire         | Drakkar de Baie-Comeau          |
| 2013/14 | Jérémy Grégoire         | Drakkar de Baie-Comeau          |
| 2012/13 | Charles-David Beaudoin  | Voltigeurs de Drummondville     |
| 2011/12 | Jonathan Brunelle       | Cape Breton Screaming Eagles    |
| 2010/11 | Nicolas Therrien        | Saguenéens de Chicoutimi        |
| 2009/10 | Dominic Jalbert         | Saguenéens de Chicoutimi        |
| 2008/09 | Payton Liske            | Saint John Sea Dogs             |
| 2007/08 | Robert Slaney           | Cape Breton Screaming Eagles    |
| 2006/07 | Alexandre Picard-Hooper | Drakkar de Baie-Comeau          |
| 2005/06 | Pierre-Marc Guilbault   | Cataractes de Shawinigan        |
| 2004/05 | Guillaume Demers        | Cape Breton Screaming Eagles    |
| 2003/04 | Nicolas Laplante        | Titan d’Acadie-Bathurst         |
| 2002/03 | Éric L’Italien          | Huskies de Rouyn-Noranda        |
| 2001/02 | Olivier Michaud         | Cataractes de Shawinigan        |
| 2000/01 | Jean-Philippe Brière    | Océanic de Rimouski             |
| 1999/00 | Yanick Lehoux           | Drakkar de Baie-Comeau          |
| 1998/99 | Christian Robichaud     | Tigres de Victoriaville         |
| 1997/98 | Michel Tremblay         | Cataractes de Shawinigan        |
| 1996/97 | Luc Vaillancourt        | Harfangs de Beauport            |
| 1995/96 | Marc Denis              | Saguenéens de Chicoutimi        |
| 1994/95 | Daniel Brière           | Voltigeurs de Drummondville     |
| 1993/94 | Patrick Boileau         | Titan Collège Français de Laval |
| 1992/93 | Jocelyn Thibault        | Faucons de Sherbrooke           |
| 1991/92 | Simon Toupin            | Harfangs de Beauport            |
| 1990/91 | Benoît Larose           | Titan de Laval                  |
| 1989/90 | Yanic Perreault         | Draveurs de Trois-Rivières      |
| 1988/89 | Daniel Lacroix          | Bisons de Granby                |
| 1987/88 | Stéphane Beauregard     | Lynx de Saint-Jean              |
| 1986/87 | Patrice Tremblay        | Saguenéens de Chicoutimi        |
| 1985/86 | Bernard Morin           | Voisins de Laval                |
| 1984/85 | Claude Gosselin         | Remparts de Québec              |
| 1983/84 | Gilbert Paiement        | Saguenéens de Chicoutimi        |
| 1982/83 | Claude Gosselin         | Remparts de Québec              |
| 1981/82 | Jacques Sylvestre       | Bisons de Granby                |
| 1980/81 | François Lecomte        | Junior de Montréal              |